# Photomeetings
Photomeetings oder Photomeetings Luxembourg sind eine Veranstaltungsreihe zu Themen der modernen künstlerischen Fotografie, die seit 2004 im Großherzogtum Luxemburg durchgeführt wird.
Bei den Photomeetings können Studenten in der Art eines Sommerkurses mit prominenten, internationalen Foto-Künstlern oder Universitätsdozenten aus dem Bereich künstlerische Fotografie zusammenkommen und gemeinsam an Foto-Projekten arbeiten. Die Photomeetings werden von der Kunsthistorikerin und Galeristin Marita Ruiter in Zusammenarbeit mit dem Luxemburger Kulturzentrum Abtei Neumünster und der Universität Luxemburg organisiert.